# Affaire du Karine A
 (juin 2024).

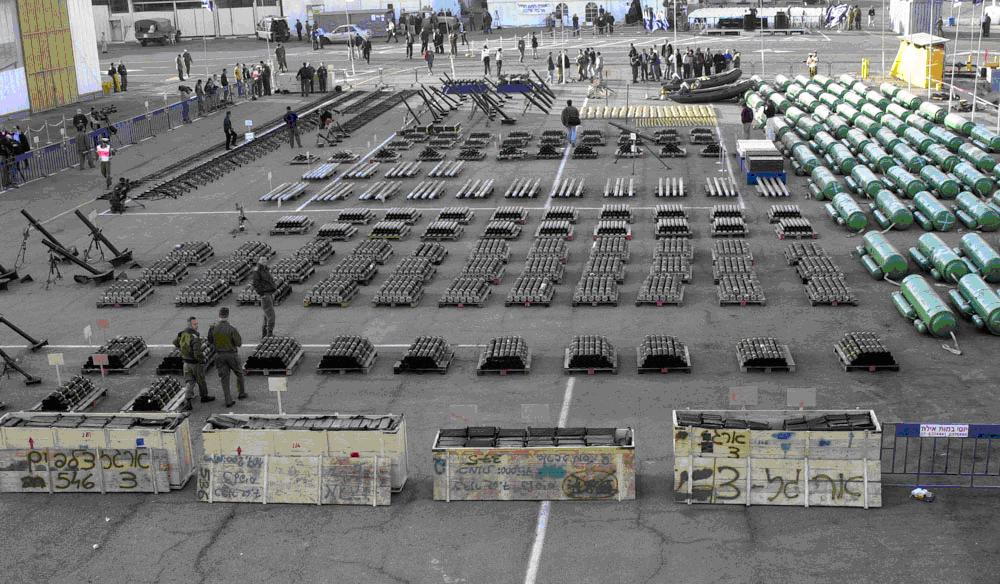
Une partie du stock d'armes trouvé sur le Karine A.

Le Karine A est un cargo de 4 000 tonnes intercepté par l'armée israélienne le 3 janvier 2002. 

## Arraisonnement du bateau
La mission d'interception commence le 3 janvier à 4 h 45 dans la mer Rouge, à presque 500 kilomètres des côtes israéliennes. Des commandos de la marine israélienne, soutenus par des hélicoptères et des avions de combat, surprennent l'équipage et s'emparent du vaisseau sans tirer une balle. Le cargo est ramené à Eilat dans la nuit du 4 janvier.
Le général Shaul Mofaz annonce le 4 janvier 2002 lors d'une conférence à Tel Aviv que l'armée a saisi le bateau, au moment où le médiateur américain Anthony Zinni rencontre Yasser Arafat afin d'encourager de nouvelles négociations de paix entre Israël et l'Autorité palestinienne.
Les premiers rapports israéliens indiquent que le bateau transportait des armes en grande quantité (environ 50 tonnes, d'une valeur estimée de 15 millions de dollars) et d'une grande variété (roquettes Katioucha, mortiers, fusils et munitions, mines et missiles antichars), ainsi que plus de 2,5 tonnes d'explosifs. D'après le témoignage de Yedidya Yaari, commandant de la marine israélienne, la cargaison était disposée dans des caisses en plastique imperméable et disposant de flotteurs pour permettre une livraison par la mer.
Le capitaine du navire est Omar Akawi, un membre du Fatah depuis 1976 et un ancien membre de l'Autorité palestinienne qui a quitté l'organisation deux ans plus tôt pour protester contre sa direction. Le propriétaire du bateau serait, d'après le rapport israélien, Adel Salameh (dit « Moghrabi » parce qu'il est porteur d'un passeport marocain) qui était aussi un proche de Yasser Arafat jusque dans les années 1980.

## Enquête israélienne
Les Israéliens tentent de retracer l'itinéraire du cargo Karine A : d'après les premières enquêtes, le bateau aurait été acheté au Liban par Adel Moghrabi puis expédié au Soudan pour y être chargé (un premier rapport, qui mentionne l'achat du bateau en Bulgarie, est ainsi corrigé). C'est en décembre 2001 que le navire serait arrivé en Iran, dans le petit port de Qeshm, pour y charger 80 grandes caisses d'armement. Le rapport fait mention de la participation de membres du Hezbollah dans la fourniture de ces armes, et la formation d'un plongeur pour fixer des flotteurs sur les caisses. Le navire serait retourné au Yémen à cause d'un problème technique.

## Répercussions
Yasser Arafat, alors président de l'Autorité palestinienne, déclare immédiatement qu'il n'a rien à voir avec cette affaire et affirme être victime d'un complot israélien. Il fait envoyer à George W. Bush, président des États-Unis, une missive dans laquelle il relate ses accusations contre l'État hébreu. Bush prend cependant cette tentative d'Arafat comme un mensonge. Le président de l'Autorité palestinienne est alors discrédité aux yeux de la Maison-Blanche, qui n'y voit plus un partenaire viable pour construire une paix future.

## Critiques de l'enquête
Plusieurs points de l'enquête israélienne et de ses conclusions ont été critiqués.
- Le port iranien cité pour le chargement serait jugé trop petit par certains pour permettre le chargement d'un bateau d'un tel tonnage. De plus, le chargement de nuit, comme relaté dans le rapport israélien, suggère que le gouvernement iranien ne serait pas impliqué. Or, le New York Times du 5 janvier 2002 rapporte que les autorités américaines supposent que le bateau est « en provenance d'Iran ».
- La Lloyd's List, qui enregistre l'historique des transactions de bateaux, considère que le bateau appartient toujours à un Irakien, Ali Mohammed Abbas, qui aurait acheté le bateau Rim K à une société libanaise le 31 août 2001 et l'aurait rebaptisé en Karine A en l'enregistrant aux Tonga, le 12 septembre suivant.
- Certains, comme le président égyptien Hosni Moubarak, expriment des doutes par rapport aux détails de l'affaire. Il leur semble difficile de concevoir qu'un bateau transportant des armes illégales puisse voyager dans des eaux inspectées par la marine américaine (surtout depuis l'attaque contre l'USS Cole) et chercher à rejoindre la bande de Gaza par le canal de Suez à travers tous les contrôles de routine. A contrario, de tels voyages et de telles cargaisons ont été observés par le passé, notamment dans le cas du bateau le Santorini.
- D'autres suggèrent également que le bateau est destiné au Hezbollah, étant donné que les envois habituels d'armement des soutiens iraniens du Hezbollah, qui se font jusque-là par les airs, sont rendus plus difficiles à cause de nouvelles limitations aériennes. Cette piste est suggérée par le fait que l'Iran n'a pas de relation diplomatique avec l'Autorité palestinienne et s'oppose strictement aux accords d'Oslo. Toutefois, cela va à l'encontre du témoignage à chaud du capitaine du navire qui déclare avoir été formé en Libye depuis sa démission de l'Autorité palestinienne (informations niées par la Libye).

## Dans la fiction
L'affaire du Karine A est au cœur du roman de la série SAS n° 147 : La Manip du Karin A de Gérard de Villiers. Le roman présente l'affaire comme étant montée de toutes pièces par les services secrets israéliens pour discréditer Yasser Arafat, et raconte l'élucidation de cette prétendue manipulation par la CIA.